# バイロプラズマ

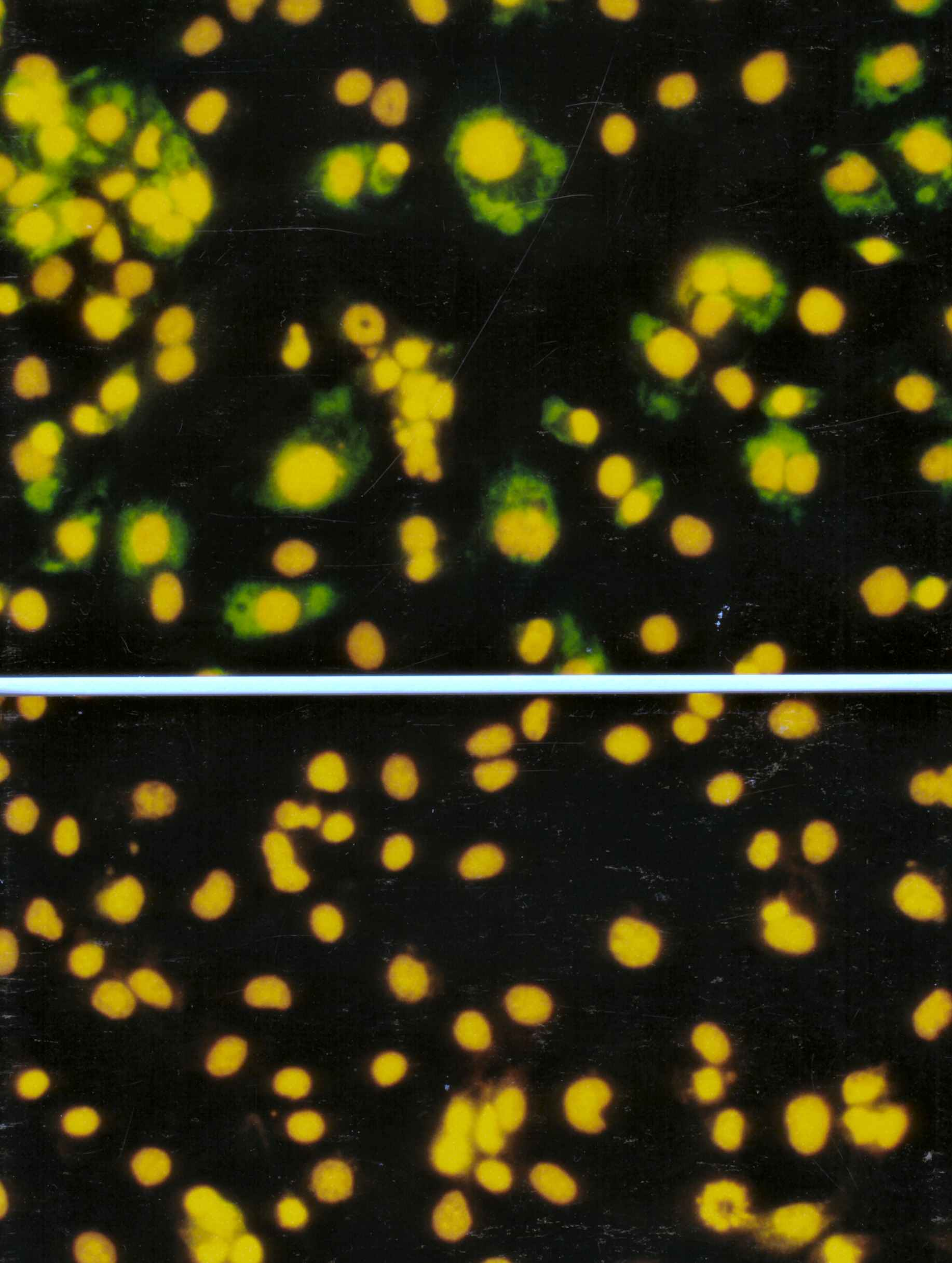
（上）ロタウイルスに感染した細胞内のバイロプラズマ（緑色）と、（下）感染していない細胞。（免疫蛍光染色による）

バイロプラズマ（英: viroplasm）は、ウイルスの複製や組み立てが行われる細胞内の封入体である。これは細胞内のウイルス工場と考えることができ、「ウイルス工場（virus factory）」あるいは「ウイルス封入体（virus inclusion）」とも呼ばれる。1つの感染細胞の内部には多くのバイロプラズマが存在し、電子顕微鏡で見ると密に詰まっているように見える。バイロプラズマ形成のメカニズムは、ほとんど解明されていない。

## 定義
バイロプラズマとは、ウイルスの複製や組み立てが行われる細胞核の周囲または細胞質内の大きな区画である。バイロプラズマの形成はウイルスと感染細胞との間の相互作用によって引き起こされ、その中にはウイルスの生成物と細胞要素が閉じ込められている。

## バイロプラズマを形成するウイルスのグループ
細胞質の中で複製を行う真核生物ウイルスでは、互いに結びつきのない多くのグループでバイロプラズマが報告されている。しかしながら植物ウイルスのバイロプラズマは動物ウイルスほど研究されていない。バイロプラズマは、カリフラワーモザイクウイルス、ロタウイルス、ワクシニアウイルス、イネ萎縮ウイルスに見られる。これらは、電子顕微鏡下では電子密度が高く、また不溶性である。

## 構造と形成
バイロプラズマは、感染した細胞核の周辺や細胞質に局在し、感染サイクルの初期に形成される。バイロプラズマの数や大きさは、ウイルス種、ウイルス分離株、宿主種、および感染の段階によって異なる。たとえば、ミミウイルスのバイロプラズマは、その宿主であるアメーバのアカントアメーバ（Acanthamoeba polyphaga）の核と同様の大きさである。
ウイルスの複製サイクルの段階に応じて、ウイルスは、宿主細胞の細胞骨格や膜区画に対して、その組成や組織の変化をもたらすことがある。このプロセスには、ウイルスと宿主細胞との因子間における多くの複雑な相互作用とシグナル伝達事象が関与している。
バイロプラズマは感染の初期に形成される。多くの場合、ウイルス感染時に引き起こされた細胞の再編成により、細胞内に洗練された封入体 - バイロプラズマ - が構築され、ここで「工場」が組み立てられることになる。バイロプラズマの内部には、複製に必要なレプリカーゼ酵素、ウイルスの遺伝物質、宿主タンパク質などの成分が集中しており、複製の効率を高めている。同時に、大量のリボソーム、タンパク質合成成分、タンパク質フォールディングのシャペロン、ミトコンドリアなどが動員される。膜成分の一部はウイルスの複製に使用され、別の一部はウイルスがエンベロープ化されるときにウイルスエンベロープを生成するために改変される。ウイルスの複製や、タンパク質の合成、およびウイルスの組み立てには相当量のエネルギーが必要で、バイロプラズマの周辺にあるミトコンドリアの大規模なクラスターによって供給される。そのウイルス工場は、粗面小胞体に由来する膜または細胞骨格要素によって囲まれることがよく見られる。
動物細胞では、微小管形成中心（MTOC）付近で、毒性のあるタンパク質やミスフォールドしたタンパク質の微小管依存型凝集によってウイルス粒子が集められるため、動物ウイルスのバイロプラズマは一般にMTOC付近に局在する。植物細胞ではMTOCは見られない。植物ウイルスは、膜構造の再編成を誘発してバイロプラズマを形成する。これは主に植物RNAウイルスで見られる。

## 機能
バイロプラズマは、感染細胞内でウイルスの複製と組み立てが行われる場所である。バイロプラズマを膜で覆うことで、ゲノム複製や新たなウイルス粒子の形態形成に必要なウイルス成分が集中し、そのプロセスの効率を高める。また、細胞膜および細胞骨格を動員してウイルス複製部位を形成することは、別の面でもウイルスに利益をもたらすことがある。たとえば、細胞膜が破壊されると感染細胞表面への免疫調節タンパク質の輸送を遅らせ、自然免疫応答や獲得免疫応答からウイルスを保護することができるし、細胞骨格が再編成されるとウイルス放出を容易にする。また、バイロプラズマは、プロテアーゼ（タンパク質分解酵素）やヌクレアーゼ（核酸分解酵素）によるウイルス変性を防ぐこともできる。
カリフラワーモザイクウイルス（CaMV）の場合、バイロプラズマはアブラムシベクターによるウイルス感染を改善する。バイロプラズマはまた、感染した植物細胞やその近くの細胞を昆虫が刺したときのウイルス放出を制御する。

## 宿主との共進化の可能性
凝集した構造は、ウイルスの機能的複合体を細胞の分解システムから保護する可能性がある。たとえば、アフリカ豚熱ウイルス感染によるバイロプラズマのウイルス工場形成は、アグリソーム形成と非常によく似ている。アグリソームとは細胞核周辺の部位で、ミスフォールドした（誤って折りたたまれた）タンパク質が輸送され、細胞構成要素に保存され、破壊される。バイロプラズマは、ウイルスとその宿主との共進化の産物である可能性が提案されている。もともとはミスフォールドしたタンパク質の毒性を低減するために設計された細胞応答を細胞質ウイルスが利用し、ウイルスの複製、ウイルスカプシド合成、組み立てを進めている可能性がある。あるいは、宿主の防御メカニズムの活性化には、ウイルス成分の拡散を防ぐための凝集体への隔離と、これに続く中和が含まれるのかもしれない。たとえば、哺乳類ウイルスのバイロプラズマには、細胞分解機構の特定の要素が含まれていて、ウイルス成分に対する細胞防御メカニズムを実現する可能性がある。ウイルスとその宿主細胞の共進化を考えると、感染時に引き起こされる細胞構造の変化には、これら2つの戦略の組み合わせを伴うのかもしれない。

## 診断法としての利用
バイロプラズマの存在は、特定のウイルス感染症の診断に用いられる。ウイルスの凝集現象や、ウイルスの存在に対する細胞応答、そしてウイルス複製を促進するか抑制するかどうかを理解することは、動物や植物の細胞に感染したウイルスに対する新しい治療法の開発に役立つ可能性がある。

## 参照項目
- ウイルスの進化